# Stachyris
Stachyris es un género de aves paseriformes pertenecientes a la familia Timaliidae. Los timalís que lo integran habitan en el sudeste asiático.

## Especies
El género tiene las siguientes especies:
- Stachyris grammiceps – timalí pechiblanco;
- Stachyris herberti – timalí de Herbert;
- Stachyris nonggangensis – timalí de Nonggang;
- Stachyris nigriceps – timalí gorjigrís;
- Stachyris poliocephala – timalí cabecigrís;
- Stachyris strialata – timalí gorjipinto;
- Stachyris oglei – timalí gorjiblanco;
- Stachyris maculata – timalí maculado;
- Stachyris leucotis – timalí orejudo;
- Stachyris nigricollis – timalí gorjinegro;
- Stachyris thoracica – timalí cuelliblanco;
- Stachyris erythroptera – timalí alirrojo;
- Stachyris melanothorax – timalí perlado.